# Богословская, Инна Германовна
И́нна Ге́рмановна Богосло́вская (укр. Інна Германівна Богословська; род. 5 августа 1960, Харьков) — украинский политический и общественный деятель. Заслуженный юрист Украины. Народный депутат Украины III, VI и VII созывов. Глава Всеукраинской общественной организации «Вече Украины».

## Биография
Окончила школу № 5 города Харькова.
В 1982 году окончила с отличием Харьковский юридический институт. В том же году начала практическую работу юриста в Харьковской областной коллегии адвокатов.
В 1989 году вступила в заочную аспирантуру Института государства и права Академии Наук СССР.
В 1992 году Инна Богословская была приглашена в правовую коллегию — консультативный орган при президенте Украины.
В 1991 году основала одну из первых в Харькове юридических служб.
В 1994 году организовала «Международную аудиторскую службу», затем консалтинговую группу «Пруденс», которая в 2002 году стала ассоциированным членом международной компании «BDO International».
Входит в состав правления Харьковской областной организации Союза аудиторов Украины. Член Союза юристов Украины с момента его создания в 1991 году.
В 1997 году избрана главой Харьковской областной организации и назначена заместителем председателя Союза юристов Украины.
С 2003 года — почётный президент Харьковской областной организации Союза юристов Украины.
В 1998 году основала молодёжную общественную организацию «Молодёжный дом».
Политическая и общественная деятельность
В марте 1998 года избрана народным депутатом Украины (третьего созыва). В Верховной Раде Инна Богословская работала в парламентском комитете по вопросам финансов и банковской деятельности.
В 2000 году была активным участником «бархатной революции», в результате чего было прекращено существование коммунистического большинства в украинском парламенте. Принимала активное участие в работе над Бюджетным, Криминальным, Гражданским, Хозяйственным и Налоговым кодексами[уточнить].
В 2001 году возглавила Конституционно-демократическую партию, участвовала в парламентских выборах 31 марта 2002 года в составе блока «Команда озимого поколения».
В январе 2003 года инициировала создание общественного объединения «Вече Украины».
На протяжении 2003—2006 годов по инициативе «Вече Украины» проведены конференции, круглые столы и встречи во многих городах Украины.
В 2005 году после двух с половиной лет работы был представлен План Развития Страны. Книга была издана тиражом в 1 млн экземпляров.
С мая 2003 до января 2004 года возглавляла Государственный комитет Украины по вопросам регуляторной политики и предпринимательства. В отставку подала из-за несогласия с политикой, которую проводил экономический блок Правительства и Николай Азаров. В своем заявлении Инна Богословская назвала методы работы Николая Азарова «азаровщиной».
В 2005 году организовала Молодёжную школу лидерства.
В сентябре 2005 года на внеочередном VII съезде Конституционно-демократической партии принято решения о переименовании КДП в партию «Віче». Инну Богословскую переизбрали председателем партии.
Партия «Віче» на парламентских выборах 2006 года получила 441 912 голосов (1,74 %).
По итогам голосования партия «Віче» обратилась в Верховный суд Украины с иском о признании результатов выборов недействительными. В иске было отказано.
В сентябре 2006 года партия «Віче» отправила «План Развития Страны» всем лидерам политических партий, премьер-министру Украины, президенту Украины — для совместного реформирования страны. В ноябре 2006 Инну Богословскую пригласили в Комитет реформ при Кабинете Министров Украины.
В апреле 2007 года назначена заместителем Министра юстиции Украины, занималась вопросами социальной политики и реформой корпоративного законодательства в рамках комитета реформ.
В 2007 году была выдвинута съездом партии «Віче» в первую «пятерку» избирательного списка Партии регионов на досрочных парламентских выборах. Избрана народным депутатом от ПР, работала первым заместителем главы комитета по вопросам культуры и духовности. Смогла провести работу и заблокировать принятие проекта закона о языках Владимира Яворивского, которым предусматривалась обязанности всех граждан Украины разговаривать исключительно на украинском языке в любом публичном месте
В январе 2009 года инициировала создание Временной следственной комиссии ВР по вопросам «газовой войны», возглавила эту комиссию, добилась легального «рассекречивания» «газовых контрактов» и уголовного расследования по факту их заключения.[нейтральность?]
В мае 2009 года публично заявила о подготовке соглашения между ПР и БЮТ о фактическом конституционном перевороте и захвате власти; вышла из партии регионов и фракции ПР в парламенте. Благодаря публичному скандалу[какому?][уточнить] переворот был сорван.
В 2010 году приняла участие в президентских выборах и призывала избирателей не голосовать ни за Януковича, ни за Тимошенко — а только за новых кандидатов. Заняла 10 место по итогам выборов.
В ноябре 2010 года, будучи членом фракции ПР, публично поддержала Налоговый Майдан и провела большую работу для переработки текста и либерализации положений Налогового кодекса[уточнить].
В октябре 2012 года была переизбрана народным депутатом Украины от Партии регионов. Поставила личной целью подписание Украиной Ассоциации с ЕС. Ушла с должности первого заместителя главы Комитета по вопросам культуры и духовности в состав Комитета ВР по евроинтеграции, в результате работа комитета была разблокирована и приняты необходимые для Ассоциации с ЕС законы. Вела активную публичную работу по поддержке евроинтеграции Украины.
После событий в ночь с 29 на 30 ноября 2013 года заявила о выходе из фракции Партии регионов и с Партии регионов.
Принимала активное участие в Евромайдане. Публично сформулировала план выхода из кризиса и смены власти, в том числе предложила вернуться к Конституции 2004 года, переформатировать большинство и провести досрочные выборы.
В феврале 2014 года была одним из организаторов чрезвычайной сессии парламента для прекращения огня и возвращения к Конституции 2004 года.
В марте 2014 года заявила о фактической узурпации власти БЮТом и Свободой, начале контрреволюции и продолжении преступных схем в экономике. В августе 2014 года принципиально отказалась участвовать в парламентских выборах.
С мая 2014 года занимается волонтёрской деятельностью.
В 2014 году была одним из организаторов в г. Харькове Марша Единства и сноса памятника Ленину.
В начале 2015 года заявила, что лично видела на военном аэродроме в Воронеже 22 российских стратегических бомбардировщика с ядерным боезапасом, нацеленных на крупнейшие города Украины.
В 2019 году была зарегистрирована кандидатом на пост Президента Украины.
Инна Германовна известная своим давним конфликтом (ещё со времён членства в «Партии регионов») с Юлией Тимошенко.
В последние годы (2018—2019) критически отзывалась о министре МВД Арсене Авакове, что не мешает ей поддерживать отношения с его окружением в Харькове (например, Стороженко Сергей Михайлович и др.).
В конце 2019 года объявила о своём уходе из политики. С 2020 года занимается бизнес-консалтингом.

## Награды и звания
Награждена Орденом Святой Анны IV степени. Заслуженный юрист Украины.

## Пророссийская деятельность
27 апреля 2010 голосовала за ратификацию соглашения Януковича — Медведева («Харьковских соглашений»), то есть за продолжение пребывания Черноморского флота ВМФ России на территории Украины до 2042 года.
5 июня 2012 года с карточки Инны Богословской был подан голос за проект Закона Украины «Об основах государственной языковой политики», в котором усиливается статус русского языка, при этом сама Богословская в тот день отсутствовала в сессионном зале.
Была одним из 148 народных депутатов Украины, кто в июне 2013 подписал Обращение депутатов от Партии регионов и КПУ к польскому Сейму с просьбой «признать Волынскую трагедию геноцидом в отношении польского населения и осудить преступные деяния украинских националистов». Этот шаг первый Президент Украины Леонид Кравчук квалифицировал как государственную измену.

## Семья
Фамилия моя, Богословская, очень для меня дорога, как и весь мой род. По семейной легенде, мой пра-пра-прадед был найден в 3-х летнем возрасте в лесах Северного Кавказа священниками православного монастыря. Взят в монастырь, и в связи с тем, что крещен он был в праздник Святого Иоанна Богослова, фамилией был наречен «Богословский».— 
- Дедушка — Сергей Леонидович Богословский — картограф
- Бабушка по папиной линии — Клара Генриховна Эрхард — немка[2]
- Дед по матери — Алексей Владимирович Гудыря — машинист поезда на железной дороге.[2]
- Бабушка по материнской линии — Анастасия Николаевна Гудыря.[2]
- Дальний родственник — композитор Никита Богословский.[2]
- Отец — Герман Сергеевич Богословский (род. 14 июня 1936)[3], полковник в отставке, преподавал в Харьковском политехническом институте, служащий;[2]
- Мать — Людмила Алексеевна Богословская (д. Гудыря) (1939—2017[4])[3], юрист, доцент, преподаватель.[2]
- Первый муж (1978—1991) — юрист — Анатолий Вабья
  - дочь — Анастасия Сурина (1980)[5].
    - Внуки — Александр и Полина
- Второй муж (середина 90-х — конец 2000-х[уточнить]) — харьковский художник и дизайнер — Юрий Рынтовт.
- Третий муж (фактический) (2011—2016) — политик — Владимир Мельниченко.